# Enrique Rocuant Figueroa
Enrique Rocuant Figueroa (Valparaíso, 1867-Ibíd, 1940) fue un abogado y político chileno, miembro del  Partido Radical (PR). Se desempeñó como diputado de la República entre 1900 y 1909 y más tarde entre 1912 y 1915.

## Familia y estudios
Nació en la comuna chilena de Valparaíso en 1867, hijo de José Toribio Rocuant Hidalgo e Isabel Figueroa Aros. Realizó sus estudios primarios en el Seminario de Valparaíso y los secundarios en el Instituto Nacional de Santiago. Continuó los superiores en la carrera de derecho de la Universidad de Chile, siendo alumno aventajado en el Curso Superior de Leyes, y obteniendo el título de abogado el 9 de julio de 1888.
Se casó en tres ocasiones, primero con N. Millán, con quien tuvo un hijo; luego contrajo segundas nupcias con Zulema Escobar Guerrero, con quien tuvo otros seis hijos (entre ellos María Elena, quien se casó con el marino Francisco O'Ryan Orrego, el cual se desempeñó como ministro de Estado en el segundo gobierno del presidente Carlos Ibáñez del Campo, además de comandante en jefe de la Armada de Chile); y en un tercer matrimonio con Luisa Brunswig, teniendo una hija.

## Carrera política
Se inició en política ingresando en 1886 a las filas del Partido Radical (PR), colectividad en la que desde la secretaría de la fracción radical de Valparaíso apoyó y colaboró en la campaña presidencial del liberal José Manuel Balmaceda en la elección de ese año.
Más tarde, en las elecciones parlamentarias de 1892, se postuló como candidato a diputado por la agrupación de San Felipe, Los Andes y Putaendo, sin resultar electo. Hizo lo propio en las elecciones parlamentarias de 1895 pero por Quillota y Limache, sin tampoco obtener el escaño.
Paralelamente, desde 1894 hasta 1896, fue nombrado por la Asamblea Radical de Valparaíso como su secretario. Orador elocuente, de palabra fácil y de vasta ilustración, siempre se distinguió como un propagandista activo y de bríos entusiastas.
En 1896, además, se trasladó a Europa con motivo de viaje de estudio y de observación. Recorrió los países más adelantados, dándose a conocer en la prensa de Santiago y Valparaíso, en correspondencias notables, de sumo interés público, sociales y políticos, que lo revelaban como "escritor, erudito y observador".
En 1897 publicó en Londres, capital de Inglaterra una obra titulada: Breve reseña de la situación industrial y mercantil de Chile, por medio de la cual dio a conocer en dicha zona los progresos económicos del país. Al año siguiente, retornó a Chile y recopiló en un volumen todas sus correspondencias remitidas a los diarios del país en la obra Viajes por Europa.
En las elecciones parlamentarias de 1900, postuló una vez más como candidato a diputado, pero por La Laja, Nacimiento y Mulchén, resultando electo por el período legislativo 1900-1903. En esa función integró la Comisión Permanente de Educación y Beneficencia; y la de Industria. En esa ocasión, además, tuvo una destacada participación en la campaña presidencial de 1901, en favor del liberal Germán Riesco, quien resultó elegido presidente de la República para el mandato 1901-1906.
En las elecciones parlamentarias de 1903, obtuvo la reelección diputacional por la mis agrupación por el período 1903-1906. Esta vez integró la Comisión Permanente de Industria. 
Por otra parte, en 1905, por encargo del gobierno de Riesco, dio a la publicidad un folleto titulado Los pactos de mayo, publicado en los precisos momentos en que se debatía en las Cámaras Legislativas, el protocolo con la Cancillería Argentina sobre Equivalencia naval. Este folleto llamó la atención en Europa y América, por la profundidad de concepto, la erudición del autor y la elegancia y claridad de la forma, trabajo que en París (Francia), durante su segundo viaje al extranjero, acogió con entusiasmo el notable pacifista francés barón d´Esstournelle de Constant, aduciendo que era una norma digna de ser acogida por los países europeos.
A continuación, en las elecciones parlamentarias de 1906, fue nuevamente electo diputado, pero esta vez por Chillán y San Carlos, por el período 1906-1909. Le cupo integrar la Comisión Permanente de Elecciones; y fue diputado reemplazante en la Comisión Permanente de Legislación y Justicia; y en la de Hacienda. Asimismo, fue miembro de la Comisión Conservadora para el receso 1908-1909. Durante este periodo tomó activa participación en el grupo de radicales que se denominó "la joven turquía", opuesto al grueso del Partido Radical, que había aceptado el pacto de tregua doctrinaria durante el gobierno del presidente chileno Pedro Montt.
Luego de un receso parlamentario, en las elecciones de 1912, volvió a ser elegido como diputado pero por Antofagasta, por el período 1912-1915; integró la Comisión Permanente de Asistencia Pública y de Culto; y la de Guerra y Marina. En esa responsabilidad y, como representante de la zona, organizó un viaje con miembros del Congreso Nacional y del gobierno a las provincias del norte, y que despertó en el país muchas simpatías. Sus discursos pronunciados en la cámara baja llamaron la atención de los legisladores y del gobierno. Una vez finalizado su mandato parlamentario se recluyó en su tierra natal, Valparaíso; desde donde ejerció su profesión en el puerto.
Entre otras actividades, ocupó el puesto de vicepresidente de la Sociedad Matadero Modelo de Valparaíso en 1923. Fue socio del Club de La Unión y del Club de Viña del Mar. Falleció en Valparaíso en 1940.